# Ricardo Kirschbaum
Ricardo Kirschbaum (Tucumán, 24 de octubre de 1948) es un periodista argentino, secretario general de Redacción de Clarín.

## Trayectoria
Estudió en la Universidad Nacional de Tucumán. Desde junio de 2012 preside Global Editors Network.
Fue corresponsal de diarios extranjeros: Jornal do Brasil; Jornal, de Brasilia y El Independiente, de Madrid. Participó en numerosos congresos y dictó conferencias sobre periodismo y cuestiones políticas en Estados Unidos y Europa.
En El Cronista Comercial fue jefe de las secciones Parlamentarias y Política.
En 1976, ingresó a Clarín donde fue redactor, jefe y editor de política. Fue su principal columnista político. En 1991 fue designado subdirector periodístico. En 2003, reemplazó a Roberto Guareschi como Editor General.

## Membresías
Es consejero del Consejo Argentino de Relaciones Internacionales y miembro del Foro de Editores de la Asociación Mundial de Periódicos; del International Media Leaders del World Economic Forum y de la Academia Nacional de Periodismo, donde desde el 23 de agosto de 2005 ocupa el Sillón Roberto J. Noble.

## Libros
- Malvinas: La Trama Secreta, junto a Oscar Raúl Cardoso y Eduardo Van der Kooy, sobre el conflicto bélico en las Malvinas. Planeta, Buenos Aires, 1983. Traducido al inglés como Falkland, The Secret Plot. Preston Edition-London, 1985.

## Premios
- Premio Ortega y Gasset en el rubro investigación periodística (entregado por el Grupo Prisa, responsable del diario El País, de España), 1984.

- Premios Konex al Análisis Político:[4]
  - Diploma al Mérito (1987)
  - Diploma al Mérito (2007)
  - Konex de Platino (2007) a la Edición Periodística.

## Controversias

### Críticas por su enfoque sobre la Guerra de Malvinas
En 2012, Kirschbaum publicó una columna en Clarín en la que sostuvo que el conflicto de las Malvinas de 1982 podría haberse evitado si no hubiera existido “incompetencia” en los liderazgos de Argentina y el Reino Unido. Esta visión fue cuestionada por el periodista Javier Llorens, editor del portal Striptease del poder, quien lo acusó de promover una interpretación sesgada del conflicto y de incurrir en prácticas de "desinformación". Llorens respondió mediante una serie de correos electrónicos públicos, en un intercambio que se mantuvo en tono crítico pero respetuoso.

### Debate sobre la velocidad informativa
Durante un foro sobre periodismo de calidad realizado en Argentina, Kirschbaum defendió el valor de la inmediatez informativa y las primicias como eje del trabajo periodístico. Esta postura fue contrapuesta por la analista Adriana Amado, quien abogó por priorizar enfoques colaborativos y de mayor profundidad. El intercambio fue parte de un debate más amplio sobre los desafíos éticos y económicos del periodismo contemporáneo.<ref>{{cita web |url=https://fundacionlucadetena.org/argentina-debate-sobre-periodismo-de-calidad-y-rentabilidad/ |título=Argentina: debate